# Incidente de Jasic
O incidente de Jasic foi uma disputa trabalhista no distrito de Pingshan, Shenzhen, na província de Guangdong, na República Popular da China, entre militantes sindicais e autoridades chinesas, que durou de julho a agosto de 2018.
A disputa começou em 27 de julho de 2018, quando um grupo de trabalhadores da Jasic Technology Co., Ltd., insatisfeitos com os baixos salários, as más condições e os longos turnos de trabalho, procurou formar um sindicato. Jasic respondeu à petição dos trabalhadores despedindo-os. Isso gerou duas semanas de protestos por trabalhadores da fábrica em Shenzhen, bem como por estudantes membros do Grupo de Solidariedade aos Trabalhadores de Jasic e outros simpatizantes. Os protestos consistiram em manifestações públicas, greves trabalhistas e ação direta, e foram descritos como sendo amplamente marxistas e maoístas em sua natureza.

## Contexto
Jasic Technology Co., Ltd. foi fundada em 2005 e posteriormente listada na Bolsa de Valores de Shenzhen, a empresa está envolvida principalmente na fabricação de vários soldadores e produtos de soldagem. A empresa possui fábricas em Shenzhen, Chongqing, Chengdu e outros locais, incluindo a fábrica de Shenzhen, que emprega cerca de 1.000 pessoas. Pan Lei atua como diretor executivo (CEO) da Jasic, juntamente com o CFO Xia Ruyi e o secretário do conselho, Rui Li.
A província de Guangdong, na China, foi notável por sua implementação do modelo de Guangdong pelo membro do Politburo Wang Yang, que enfatiza a privatização e a redução nos gastos do Estado com programas de bem-estar social. O modelo de Guangdong se opôs ao modelo de Chongqing empregado pelo agora encarcerado político chinês Bo Xilai, cuja governança ampliou gastos públicos, gastos com bem-estar social e promoção da cultura socialista.
Com a introdução das reformas capitalistas por Deng Xiaoping, muitos membros linha-dura do partido e maoístas criticaram a reforma, citando-os como sendo "revisionistas" e anti-socialistas. Após a supressão dos protestos da Praça Tiananmen de 1989, os estudantes universitários passaram a apoiar as reformas em geral. À medida que o crescimento econômico estagna e a desigualdade de renda cresce na China, mais estudantes começaram a expressar interesse em políticas de extrema esquerda, particularmente no marxismo e no maoísmo. Os manifestantes declararam que foram influenciados principalmente pelo Movimento de Quatro de Maio de 1919 na China.
Os trabalhadores da fábrica denunciam atividades ilegais, como horas extras, multas severas e dívidas de previdência. Eles esperam estabelecer seus próprios sindicatos para proteger seus direitos e interesses. Em maio de 2018, vários trabalhadores da fábrica de Shenzhen Jasic Technology, citando más condições de trabalho, trabalho extra ilegal e multas excessivas, tentaram formar um sindicato para a fábrica. Quando os trabalhadores enviaram sua petição à Federação de Sindicatos de Toda a China, seu pedido foi rapidamente rejeitado, entao os trabalhadores começaram a formar um sindicato de qualquer maneira. As tensões começaram a aumentar em 27 de julho, quando 14 trabalhadores envolvidos na disputa trabalhista foram presos enquanto tentavam retornar ao trabalho, incluindo membros importantes da organização sindical.

## Detalhes
Em 29 de julho, a aluna do Instituto de Línguas Estrangeiras da Universidade de Pequim, Yue Xin, e outros ativistas, publicaram The Peking University Students on the "7-27 Worker Prision in Shenzhen": the Letter of Solidarity (Os Estudantes da Universidade de Pequim sobre a "prisão de trabalhadores em shenzen em 27-7": A carta de solidariedade), cerca de trinta alunos e ex-alunos da Universidade de Tsinghua assinaram A carta de solidariedade : Para Libertar Imediatamente os Trabalhadores Detidos e as Massas, e outras cartas de solidariedade apareceram na Internet. Eles pediram à polícia de Shenzhen que libertasse os trabalhadores presos imediatamente e explicasse e se desculpasse pelas prisões em questão. A carta de solidariedade foi apagada em menos de três horas, quando já contava com dezenas de milhares de leituras. Além disso, a carta aberta emitida por alguns ativistas recebeu dois mil curtidas em apoio, principalmente de universidades do continente. No final de julho, ex-trabalhadores da empresa supostamente intervieram com ação direta contra a fábrica de Shenzhen, invadindo a fábrica e tentando interromper a produção por sabotagem.
Em 1 de agosto, a Amnistia Internacional emitiu um comunicado em que um investigador chinês, Pan Jiawei, disse que as autoridades deviam resolver o problema da exploração dos direitos laborais e respeitar o direito dos trabalhadores de formarem sindicatos e, além disso, que a não ser que existam provas de que crimes internacionalmente reconhecidos foram cometidos, os trabalhadores deveriam ser libertados. Na mesma manhã, em Hong Kong, um total de cerca de 30 membros da CTU, do HKCSS e do Grupo de Trabalho de Rua marcharam da delegacia de Western District ao Escritório de Ligação de Hong Kong, entoando slogans em solidariedade aos trabalhadores de Jasic. A CTU disse que apelará por reclamações da comunidade internacional em apoio ao protesto e ao estabelecimento de sindicatos independentes. Como o Escritório de Ligação Central recusou as cartas de protesto, os manifestantes as fixaram na porta da frente e junto com outros slogans.
Na segunda-feira, 6 de agosto de 2018, cerca de 80 apoiadores participaram de uma manifestação em frente à delegacia de polícia de Yanziling. Entre eles estavam quarenta membros registrados do Partido Comunista da China e aposentados. A manifestação foi na maior parte organizada através do popular fórum online de esquerda e maoísta Utopia . Os manifestantes carregavam faixas que diziam "Os velhos trabalhadores e quadros da velha Jiangxi apóiam os trabalhadores e seus apoiadores".

Em 19 de agosto, Yue Xin publicou uma carta aberta ao líder supremo e secretário-geral do Partido Comunista da China, Xi Jinping lendo,
Em nome de todos os membros do Regimento de Solidariedade, eu disse ao Comitê Central do Partido e ao Secretário Geral Xi Jinping que todos os membros do Solidariedade e eu fortaleceremos a consciência política, fortaleceremos as crenças do Marxismo-Leninismo e do Pensamento Mao Zedong, e nos posicionaremos firmemente junta à grande classe trabalhadora. Protegeremos resolutamente a ditadura socialista e democrática do povo na China. Continuaremos lutando até que todos os trabalhadores presos sejam absolvidos, ate que as forças do mal locais sejam investigadas e ate que os direitos básicos e a situação legal dos trabalhadores sejam garantidos! 
Nem Xi Jinping ou qualquer representante respondeu ou reconheceu a carta.

## Prisão de ativistas
O Guardian informou em 24 de agosto de 2018 que cinquenta estudantes envolvidos nas manifestações desapareceram depois que a polícia chinesa invadiu um apartamento que servia de local para trabalhadores e estudantes se organizarem. ONew York Times relatou que doze ativistas estudantis estavam desaparecidos, de acordo com familiares e parentes. Segundo parentes, os ativistas foram sequestrados em Pequim, Guangzhou, Xangai, Shenzhen e Wuhan. Segundo algumas testemunhas, os ativistas foram espancados.
Vários organizadores e ativistas estudantis continuam desaparecidos, incluindo Yue Xin e Zhang Shengye.

## Reações
Organizações internacionais de direitos humanos, incluindo a Amnistia Internacional e a Human Rights Watch, condenaram a resposta do governo chinês aos manifestantes de Jasic e pediram a libertação de todos os detidos envolvidos nas manifestações.
As organizações Trabalhadores de Jasic e Solidariedade Jasic receberam apoio interno de figuras chinesas como o ativista trabalhista chinês Li Qiang e o Professor Pan Yi do Departamento de Sociologia da Universidade de Hong Kong, ambos assinaram uma petição pedindo a libertação dos trabalhadores e estudantes detidos e uma melhoria nos direitos trabalhistas chineses. Além disso, de acordo com o The Guardian, o movimento ganhou seguidores dentro da elite política chinesa, especialmente entre funcionários aposentados do partido que se opunham à política econômica do secretário-geral do Partido, Xi Jinping.
A causa Jasic ressoou particularmente entre os esquerdistas na América e na Europa, que simpatizam com as demandas dos trabalhadores por melhores direitos. O filósofo marxista popular Slavoj Zizek condenou o governo chinês, em um artigo publicado no The Independent, afirmando que a repressão chinesa a esses trabalhadores e estudantes era a prova da hipocrisia ideológica da República Popular da China e do governo do Partido Comunista da China. Pelo menos trinta acadêmicos, incluindo o lingüista e ativista político Noam Chomsky e o professor de Filosofia Política da Universidade de Yale, John Roemer, estão boicotando conferências acadêmicas marxistas chinesas, citando que a participação na comunidade acadêmica chinesa após essa supressão seria um ato de cumplicidade. Chomsky em declarações divulgadas pelo The Financial Times afirmou que todos os esquerdistas deveriam aderir ao boicote.
Os colunista da revista Jacobin Elaine Hui, da Universidade Estadual da Pensilvânia, e Eli Friedman condenaram a repressão do sindicato dos trabalhadores Jasic e dos manifestantes estudantis.